# Buckner-Gletscher
Der Buckner-Gletscher liegt am Südhang des Buckner Mountain im North Cascades National Park im US-Bundesstaat Washington. Der Gletscher ist etwa 0,70 mi (1 km) lang und wird auf der Hälfte seiner Länge in zwei geteilt. Der obere Abschnitt fließt von 8.400 ft (2.560 m) auf 7.500 ft (2.286 m) und der untere Abschnitt von etwa 6.800 ft (2.073 m) auf 6.300 ft (1.920 m) Höhe herab. Der Buckner Mountain liegt zwischen dem Gletscher und dem weitaus größeren Boston-Gletscher im Norden.